# Stadtarchiv Weiden
Das Stadtarchiv Weiden ist ein Kommunalarchiv in Weiden in der Oberpfalz. Es bewahrt die Überlieferung der Stadt Weiden (Oberpfalz) sowie der eingemeindeten Orte Moosbürg, Rothenstadt und Neunkirchen. Der älteste Bestandbildner im Archiv sind die im 14. Jahrhundert einsetzenden Urkunden.

## Geschichte

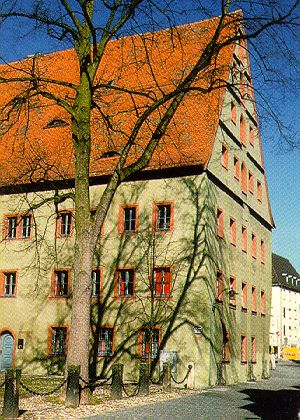
Das Alte Schulhaus in Weiden beherbergt unter anderem das Stadtarchiv.

Die Ursprünge des Weidener Stadtarchivs reichen bis in das Spätmittelalter zurück. Seine älteste Urkunde datiert in das Jahr 1365.
Das Stadtarchiv Weiden ist organisatorisch mit dem Stadtmuseum verbunden. Diese Verbindung findet auch ihren Ausdruck in der Ansässigkeit beider Institutionen im selben Gebäude in der Altstadt. Von 1957 bis 1992 leitete Annemarie Krauß das Stadtarchiv. Von ihr stammt auch das einzige gedruckte Inventar des Archivs. Von 1991 bis 2024 wurde das Weidener Stadtarchiv von Petra Vorsatz geleitet.

## Bestände
Die rund 1000 erhaltenen Urkunden bilden den ältesten Bestand des Stadtarchivs Weiden. Die älteste Urkunde datiert in das Jahr 1365. Die Amtsbücher und Rechnungen setzen Anfang des 16. Jahrhunderts ein. Die Überlieferung der Ratsprotokolle beginnt 1507. Die Zunftbücher setzen 1569 ein. Besonders wertvoll sind die 1507 einsetzenden und in 310 Bänden bis 1934 reichenden Stadtkammerrechnungen. Ebenfalls erhalten sind u. a. über 400 verschiedene Kirchenrechnungen von St. Sebastian, St. Michael, Heilig-Geist, St. Ulrich, Wilchenreuth, Siechenhaus und Säckelalmosen-Stiftung sowie die ungefähr 310 Rechnungen der Spitalstiftung, welche von 1544 bis 1932 reichen.
Im Archiv finden sich ebenfalls verschiedene Sammlungen. Diese umfassen etwa Manuskripte, Steuerblätter, Befestigungspläne und Privatarchive. Besonders hervorzuheben sind hierbei die Geschäftsbücher der Firma Faber & Bayer. Sie geben Einblick in das Wirtschaften eines Weidener Handelshauses in den Jahren von 1767 bis 1878. Ebenfalls im Stadtarchiv befindlich ist der Nachlass Adalbert Lindners, welcher der Lehrer Max Regers war.
Das Stadtarchiv Weiden verfügt außerdem über eine umfangreiche Fotosammlung. Die Trägermaterialien reichen von Glasplatten über Negative bis hin zu Positiven. Schwerpunkte liegen auf der Dokumentation der baulichen Veränderung innerhalb der Stadt, auf Luftaufnahmen von Stadt und Umgebung sowie auf der Dokumentation archäologischer Funde. Einen besonderen Bestand innerhalb der Sammlung bildet das Fotoarchiv des Weidener Pressefotografen Rudi Bonkoß aus der Zeit von 1948 bis 1980.